# Scherz (Szwajcaria)
Scherz – miejscowość w gminie Lupfig w północnej Szwajcarii, w kantonie Argowia, w okręgu Brugg. 31 grudnia 2014 liczyła 639 mieszkańców. Do 31 grudnia 2017 gmina (niem. Einwohnergemeinde).